# 대촌중앙초등학교
대촌중앙초등학교는 대한민국 광주광역시 남구 지석동에 있는 공립 초등학교이다.

## 학교 연혁
- 1924년 7월 3일 대촌공립보통학교(4년제 2학급) 개교설립인가 2월 21일
- 1938년 4월 1일 대촌지석공립심상소학교 개칭[1]
- 1941년 4월 1일 대촌지석공립국민학교 개칭[2]
- 1943년 4월 1일 무학국민학교 분리
- 1950년 4월 1일 대촌지석국민학교로 개칭
- 1952년 12월 28일 대촌동국민학교 개교 분리
- 1956년 10월 23일 대촌중앙국민학교 개칭
- 1958년 3월 31일 광주서룡국민학교 개칭(광주시 편입)
- 1963년 1월 1일 대촌중앙국민학교 개칭(행정구역 환원 조치)
- 1996년 3월 1일 대촌중앙초등학교 개칭[3]
- 2002년 3월 1일 대촌중앙초등학교 폐교 본교로 통합
- 2013년 8월 20일 교사 증개축 준공
- 2020년 3월 1일 제36대 구영철 교장 부임
- 2021년 1월 14일 제95회 졸업(총 8,181)명 졸업생 배출
- 2022년 1월 11일 제96회 졸업(총 8,208명 졸업생 배출)
- 2022년 1월 31일 교사 증축 준공

20224년 4월 3일 제37대 김준영 교장 부임
2024년 1월7일 제99회 졸업

## 학교 상징
- 교화 - 철쭉 : 사랑
- 교목 - 소나무 : 굳은 의지
- 교색 - 녹색 : 희망

## 참고 자료
- 대촌중앙초등학교 - 한국교육학술정보원 학교알리미